# Hanna Resvoll-Holmsen

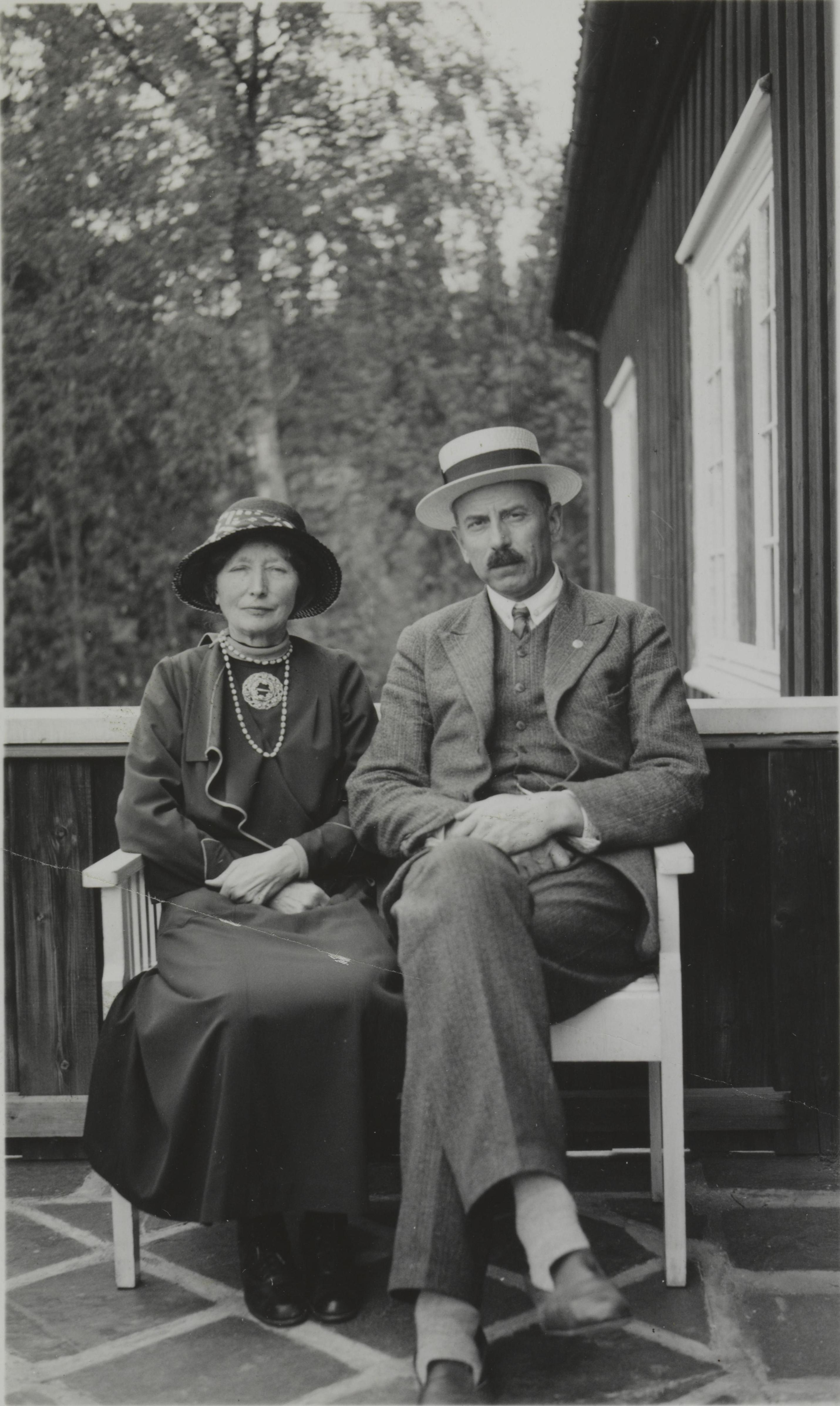
Hanna Resvoll-Holmsen samen met haar echtgenoot Gunar Holmsen op het terras van hun huis.

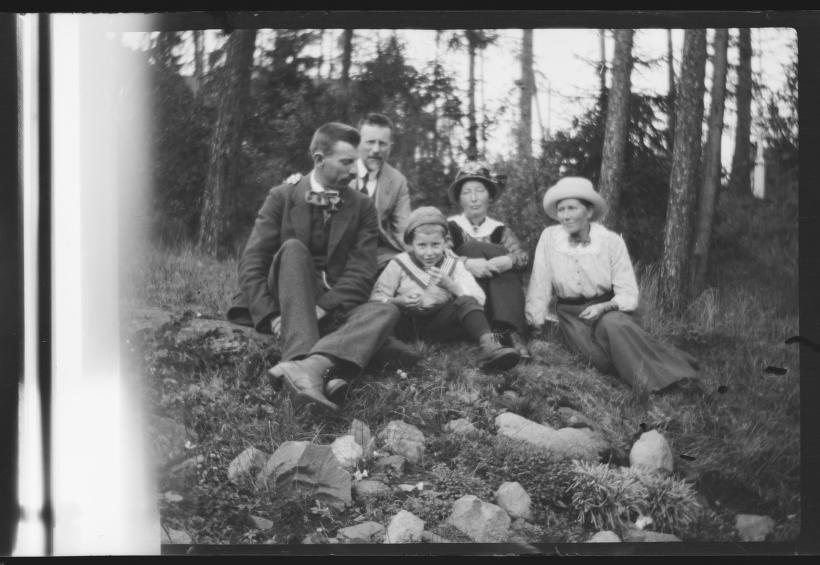
V.l.n.r.: Gunnar Holmsen en zijn broer Andreas Holmsen, en de zussen Hanna Resvoll-Holmsen en Thekla Resvoll. In het midden zit Dag Resvoll-Holmsen, de zoon van Thekla en Andreas.

Hanna Maria Resvoll-Holmsen (Vågå, 11 september 1873 - Oslo, 13 maart 1943) was een Noorse botanicus en, samen met haar zus Thekla Resvoll, een vrouwelijke pionier op het gebied van Noors natuurhistorisch onderwijs en natuurbehoud.

## Biografie
Resvoll-Holmsen was tijdens haar jeugd veel ziek en ging na haar twaalfde nauwelijks naar school. In 1902 deed ze schoolexamen, na al een ongelukkig huwelijk achter de rug te hebben. Ze studeerde natuurlijke historie aan de Faculteit Wiskunde en Natuurwetenschappen van de Koninklijke Frederik-Universiteit in Kristiania en studeerde in 1910 af in botanie. Vanaf 1921 was Resvoll-Holmsen universitair docent plantengeografie aan dezelfde universiteit, een functie die ze bekleedde tot haar pensionering in 1938.
In 1907 nam Resvoll-Holmsen als eerste vrouwelijke Noorse onderzoeker deel aan de Svalbard-expeditie, onder leiding van de oceanograaf Albert I van Monaco. Het jaar erop ging ze alleen naar Spitsbergen om te fotograferen, deels in kleur. Deze foto's vormen een unieke vroege documentatie van de natuur van Svalbard. Haar botanische waarnemingen werden voor het eerst gepubliceerd als Observations botaniques in Monaco, later in het Noors als Svalbards Flora (1927).
Met behulp van de kwantitatieve methoden van de Deense botanicus Christen Christiansen Raunkiær maakte Resvoll-Holmsen een groot vegetatieonderzoek van het Noorse hooggebergteklimaat, gepubliceerd als Om Fjeldvegetationen i det Østenfjeldske Norge ('Op de bergvegetatie in Noorwegen ten oosten van de Scandes'). Ze was vooral geïnteresseerd in de subalpiene berkenbossen. Ook publiceerde ze een essay, Om betydningen av det uensartede i våre skoger ('Over de betekenis van heterogeniteit in bossen'), waarin ze pleitte voor het behoud van natuurlijk bergbos en kritiek had op de vervanging ervan door sparrenplantages. Onder boswachters veroorzaakte dit pamflet veel kritiek jegens Resvoll-Holmsen.
Resvoll-Holmsen was een groot pleitbezorger voor natuurbehoud in de Noorse bergen en staat in Noorse natuurbeschermingskringen nog altijd bekend als 'de eerste groene kous van het land'.
De boterbloemsoort Ranunculus resvoll-holmseniae (Ranunculaceae) is naar Resvoll-Holmsen vernoemd.
Op 4 juli 2009 werd in Gjendesheim een gedenksteen voor haar onthuld.

## Privéleven
In 1894 trouwde Resvoll-Holmsen met Hans Dieset, van wie ze in 1901 scheidde. Later trouwde ze met Gunnar Holmsen, die de broer was van Andreas Holmsen, de echtgenoot van haar zus Thekla. Het viertal liet een grote collectie foto's na die zich onder de naam Resvoll-Holmsen-samlingen ('Resvoll-Holmsen-collectie') in de Nationale Bibliotheek van Noorwegen bevindt.

## Fotografie

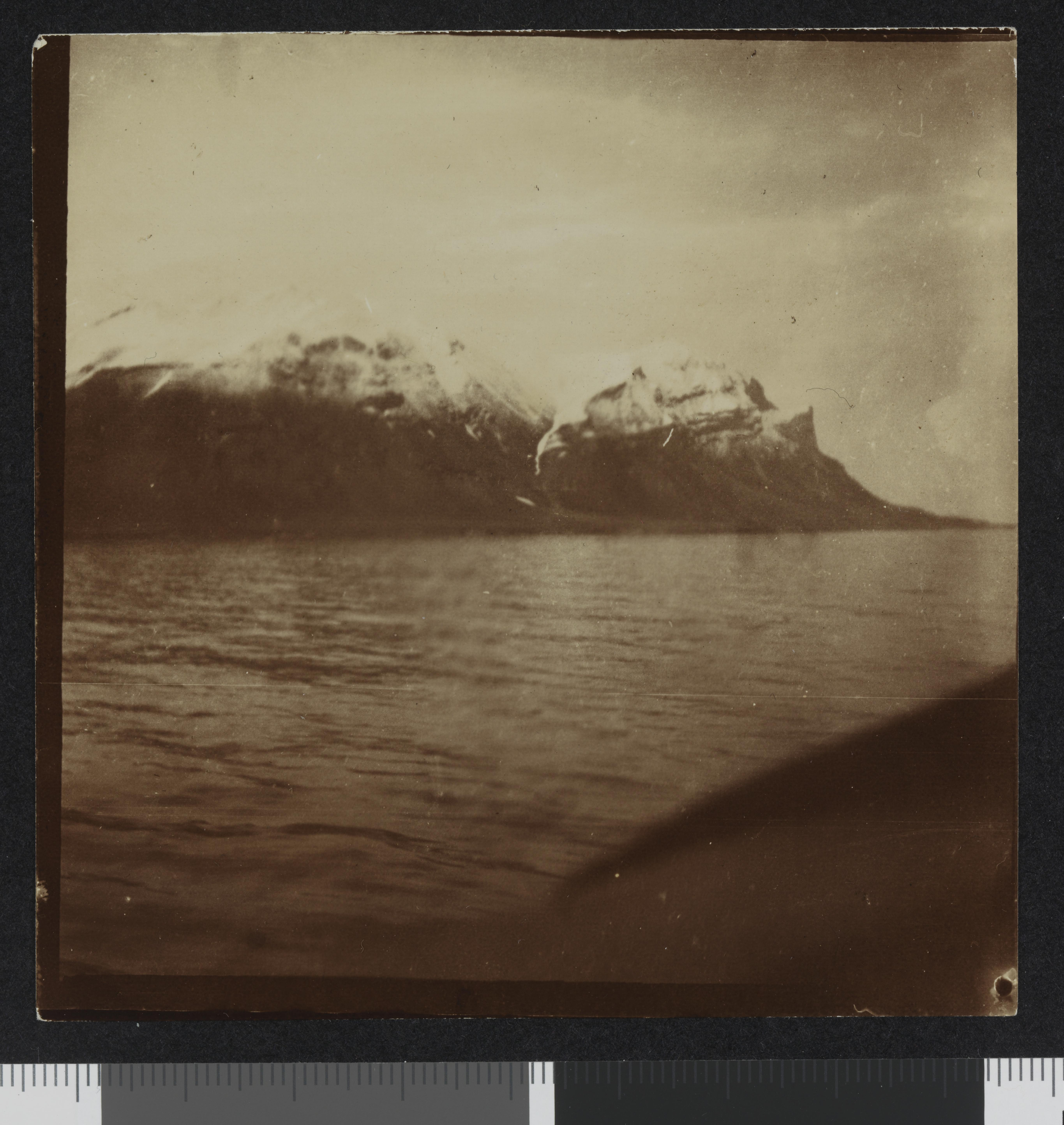
Alkhornet, Isfjorden, 1907.
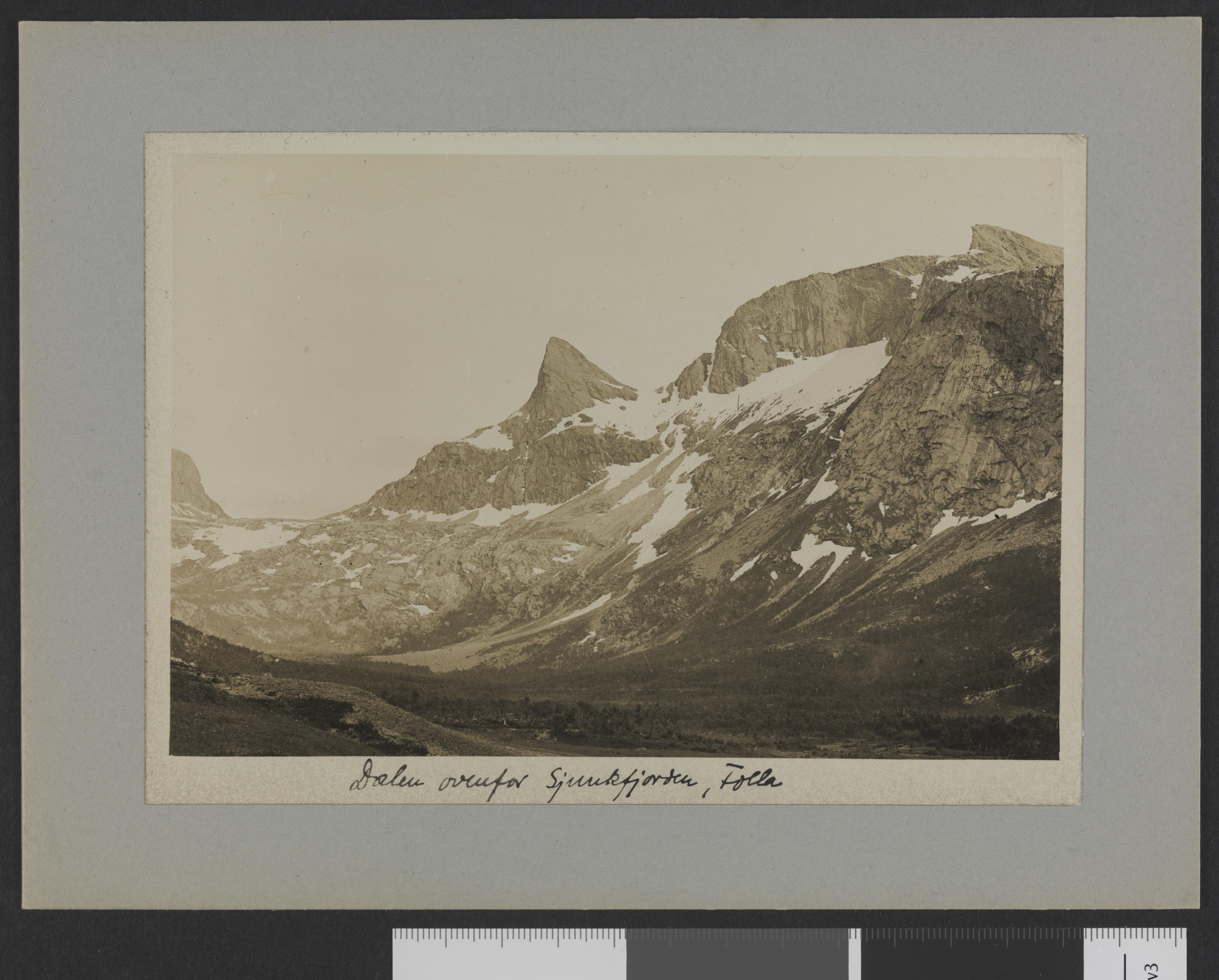
Sjunkfjorden, Sørfold, circa 1910.
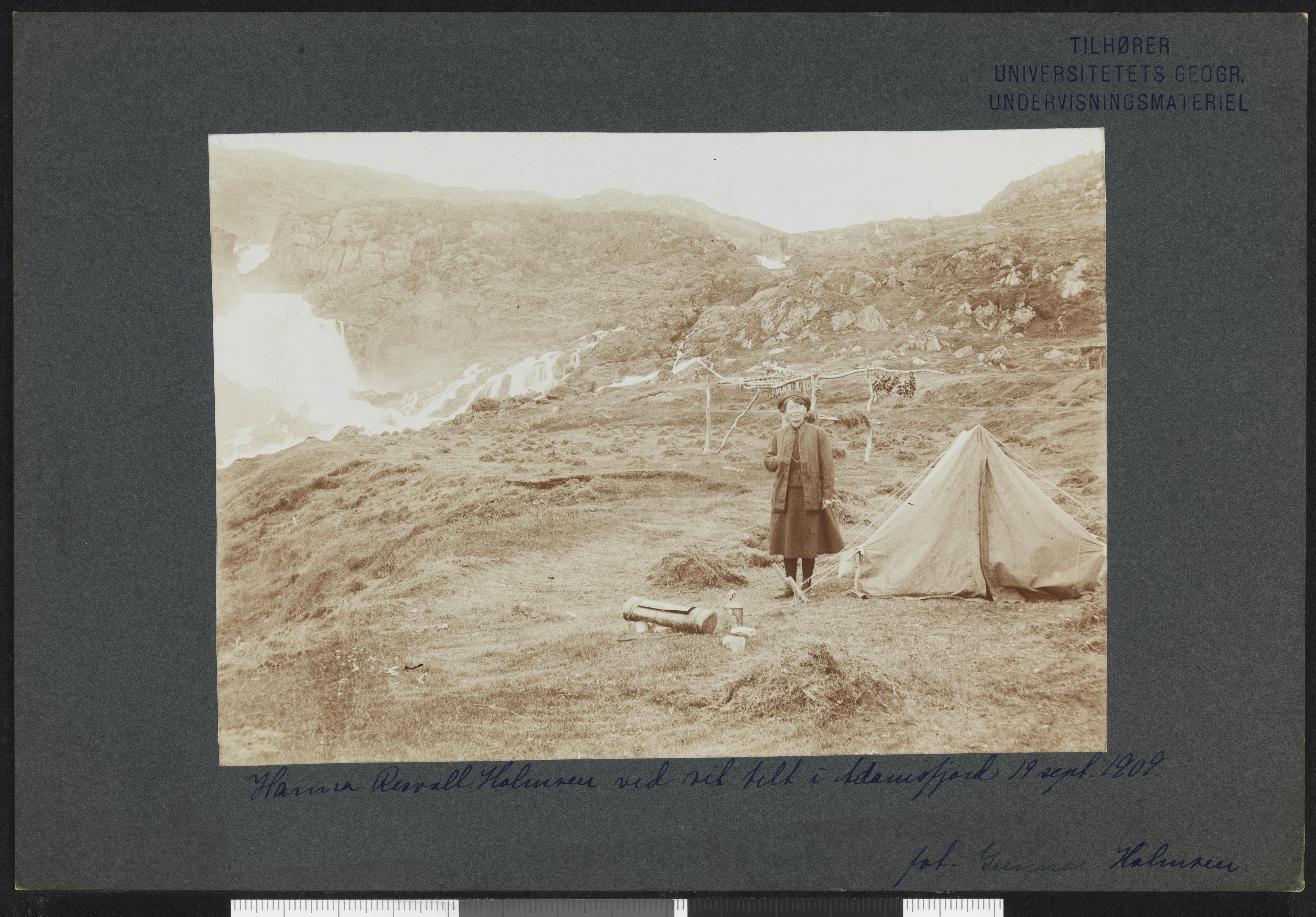
Hanna Resvoll-Holmsen bij haar tent in Adamsfjord, 1909.
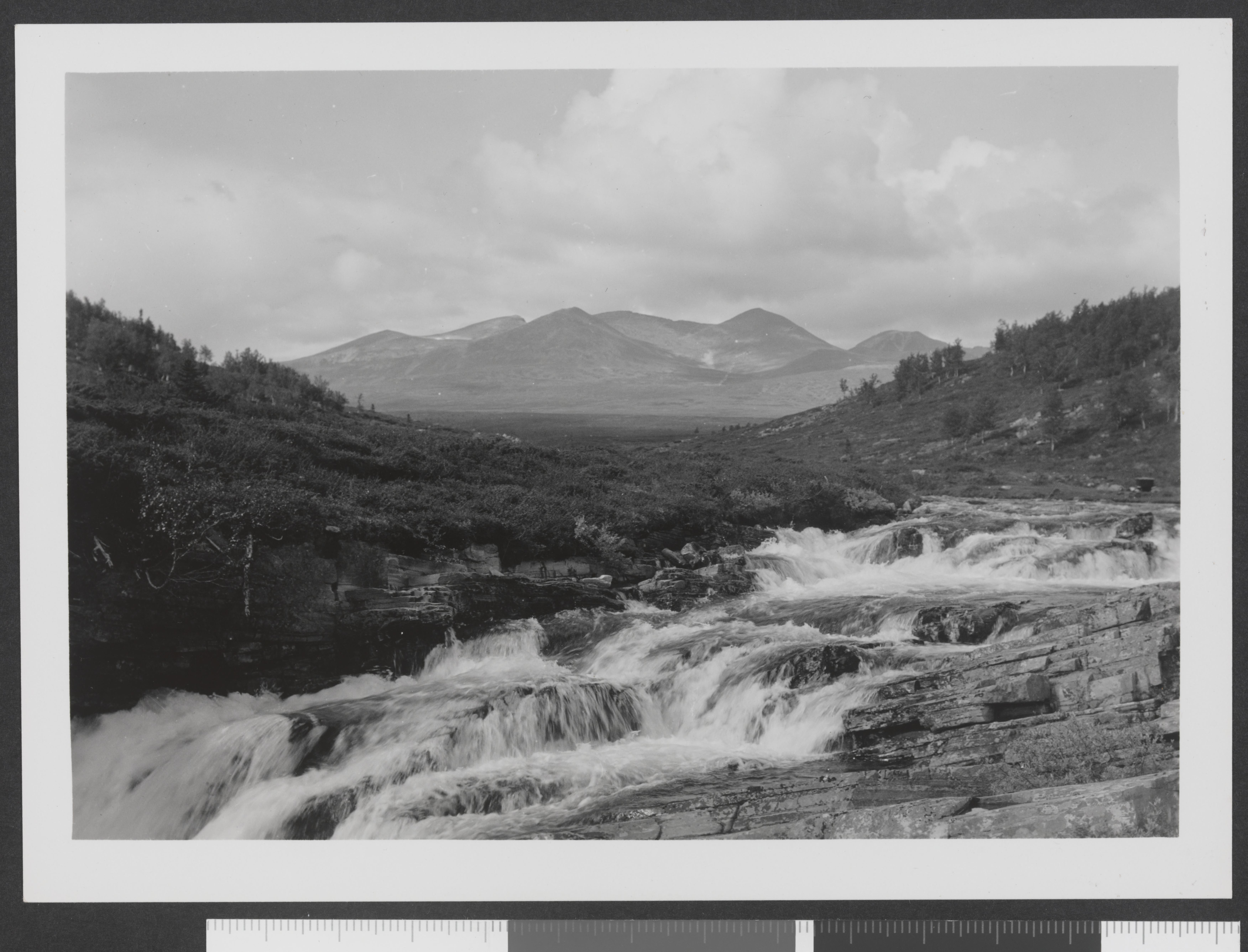
Mysuseter, 1933.
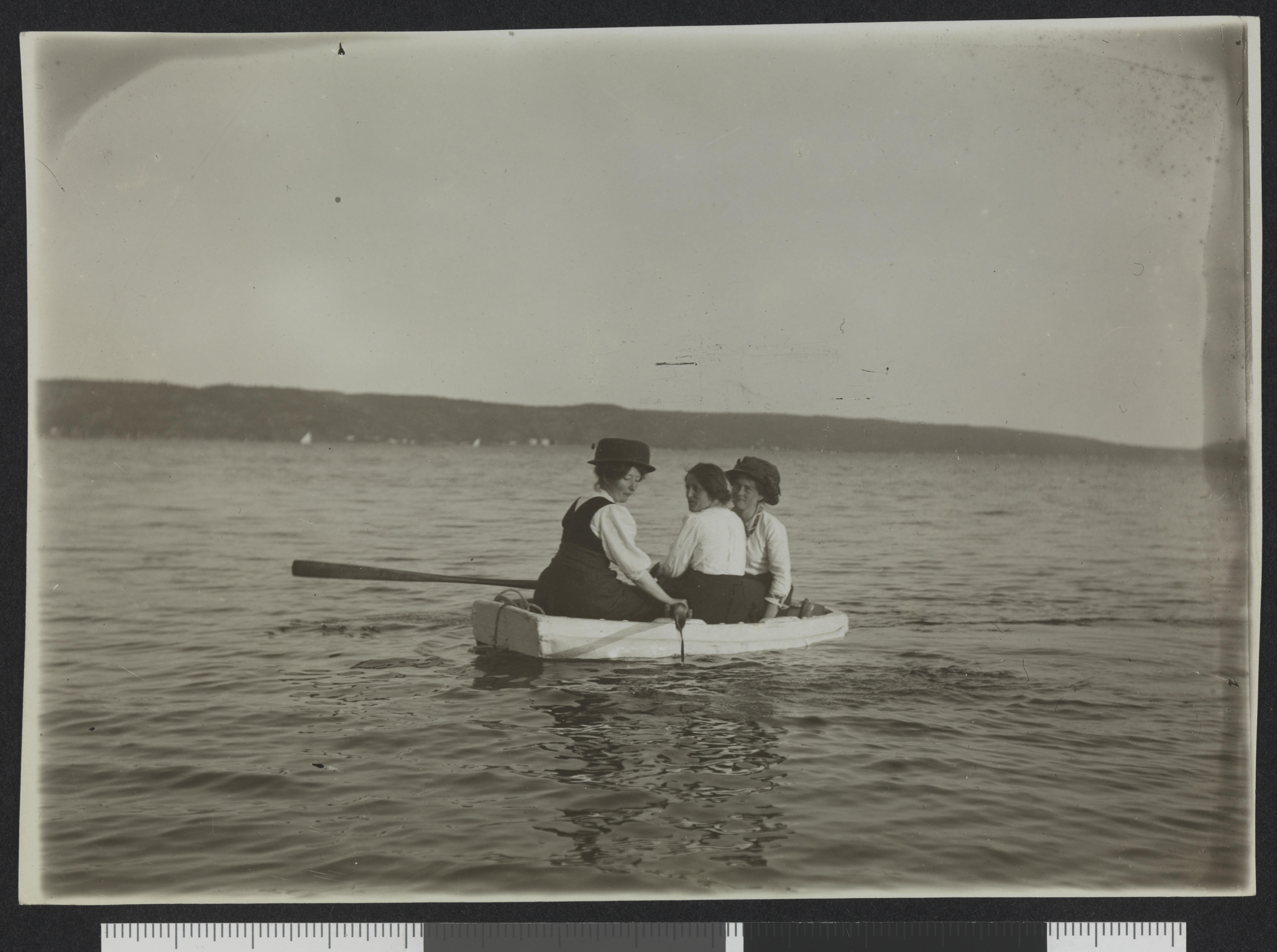
Drie vrouwen in een kleine roeiboot op de Oslofjord, met Hanna Resvoll-Holmsen uiterst links, tussen 1915 en 1920.